# Australisches Pfund
Das  Australische Pfund (englisch Australian Pound; AUP) war von 1910 bis zur Umstellung auf den Australischen Dollar (AUD) im Jahr 1966 die gültige Landeswährung in Australien. Wie das britische Pfund war das australische Pfund in 20 Shilling zu je 12 Pence unterteilt.

## Geschichte

### Vorgängerwährungen
Die Währungsgeschichte Australiens beginnt um 1800, mit einer Proklamation des damaligen Gouverneurs Philip Gidley King, die den Wert mehrerer ausländischer Münzen in New South Wales festlegte. Bedingt durch die allgemeine Knappheit an Geld jedoch war in den ersten 25 Jahren Siedlungsgeschichte die eigentliche Währung Rum, was zu den Begriffen Rum Corps und Rum Rebellion führte.
Die ersten australischen Münzen wurden 1813 in der Kolonie New South Wales eingeführt. Hierbei handelte es sich um eine Spanischer Dollar genannte Münze (Real de a 8), aus der die Mitte ausgestanzt wurde, wodurch zwei Münzen entstanden: eine kleine Münze, die in Australien Dump genannt wurde; und der ringförmige Holey Dollar. Ein Holey Dollar entsprach dem Wert von fünf Schilling (ein Viertel Pfund Sterling) und ein Dump entsprach einem Viertel Holey Dollar und damit einem Schilling und drei Pence. Ziel der Lochung war es, die Münzen in New South Wales zu halten, da sie dadurch andernorts wertlos wurden.
1825 wurde eine Rechtsverordnung (order-in-council) erlassen, mit dem Ziel, Sterling-Münzen in allen britischen Kolonien einzuführen. Gründe hierfür waren die Einführung des Goldstandards im Vereinigten Königreich 1816 und ein Rückgang der Verfügbarkeit spanischer Dollars, da die meisten dieser Dollars in Lima, Mexiko-Stadt und Potosí geprägt wurden, die Teil der neu gegründeten lateinamerikanischen Republiken und damit unabhängig von Spanien geworden waren.

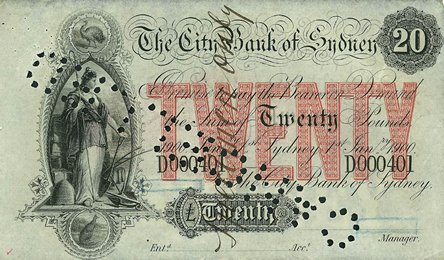
Entwertete (cancelled) Banknote zu 20 Pfund der City Bank of Sydney

Mit der Gründung der ersten Bank 1817, der Bank of New South Wales, begann die Ausgabe in Pfund denominierten Papiergeldes durch die privaten Banken. Im Jahre 1852 begann das Government Assay Office in Adelaide mit der Ausgabe von Pfund-Goldmünzen, die ein wenig schwerer als der britische Sovereign waren. Drei Jahre später wurden von der Münzprägeanstalt in Sydney Sovereigns und Halbsovereigns ausgegeben und 1872 nahm die Münze in Melbourne die Produktion auf. Ursprünglich war ein Teil der Produktion für Indien vorgesehen, als Teil eines Plans, den Goldsovereign als imperiale Münze durchzusetzen. Es stellte sich jedoch heraus, dass in Indien die Rupie bereits zu tief verwurzelt war. Die an Indien gelieferten Goldsovereigns kamen dort nie in Umlauf.

### Das Pfund als nationale Währung
Bis zur Gründung des Commonwealth of Australia, des Australischen Bundes, im Jahr 1901 waren britische Silber- und Kupfermünzen, in Australien geprägte Goldsovereigns, lokal geprägte Kupfermünzen, private Banknoten sowie Noten der britischen Kolonie Queensland im Umlauf. Das im Januar 1901 in Melbourne eingerichtete Commonwealth Treasury, das Schatzamt des Commonwealth of Australia, wurde im Jahr 1910 mit dem Australian Notes Act beauftragt, das Australische Pfund als landesweit einzig gültige Währung für den Australischen Bund einzuführen und durchzusetzen. Es wurde den privaten Banken untersagt, weiterhin Noten aus Queensland in Umlauf zu halten, deren Status als gesetzliches Zahlungsmittel beendet wurde. Im gleichen Jahr wurde mit dem Bank Notes Tax Act eine Steuer in Höhe von 10 % p. a. auf die privaten Banknoten erhoben und diese somit ökonomisch entwertet.
Die Goldbindung des Australischen Pfundes wurde zu Beginn des Ersten Weltkriegs aufgehoben. 1925 wurde versucht, innerhalb des British Empire zum Goldstandard zurückzukehren. 1929 verließ Australien den Goldstandard im Rahmen von Notmaßnahmen während der Großen Depression wieder, was zu einer Entwertung gegenüber dem Pfund Sterling führte. Der Sterlingblock (Sterling-Gebiet) war der anschließende Verbund von Staaten, die ihre Währung am Pfund Sterling ausrichteten. Er wurde 1931 begründet, als die Pfundländer ihre Währung vom Gold lösten und stellt eine der ersten Währungsunionen dar.
Während des Zweiten Weltkrieges gab es im damaligen australischen Territorium Papua eine von der Besatzungsmacht Japan produzierte, ebenfalls als Australische Pfund denominierte, Währung.
Vom 1. bis 22. Juli 1944 versammelten sich 44 Staaten in Bretton Woods (New Hampshire), um die Neuordnung der geschwächten Weltwirtschaft infolge des Zweiten Weltkrieges zu besprechen. Dabei sollten wichtige Währungs-, Handels- und Zahlungsfragen zur Diskussion gestellt werden. Infolge des Treffens wurde der Internationale Währungsfonds gegründet, dem Australien 1947 beitrat.
Der US-Dollar wurde als die internationale Leit-, Reserve- und Transaktionswährung festgelegt und wurde somit zur Basiseinheit für die Umrechnung in Gold (35 US$/Unze). Weiterhin wurden fixe Wechselkurse zu anderen Währungen festgelegt.

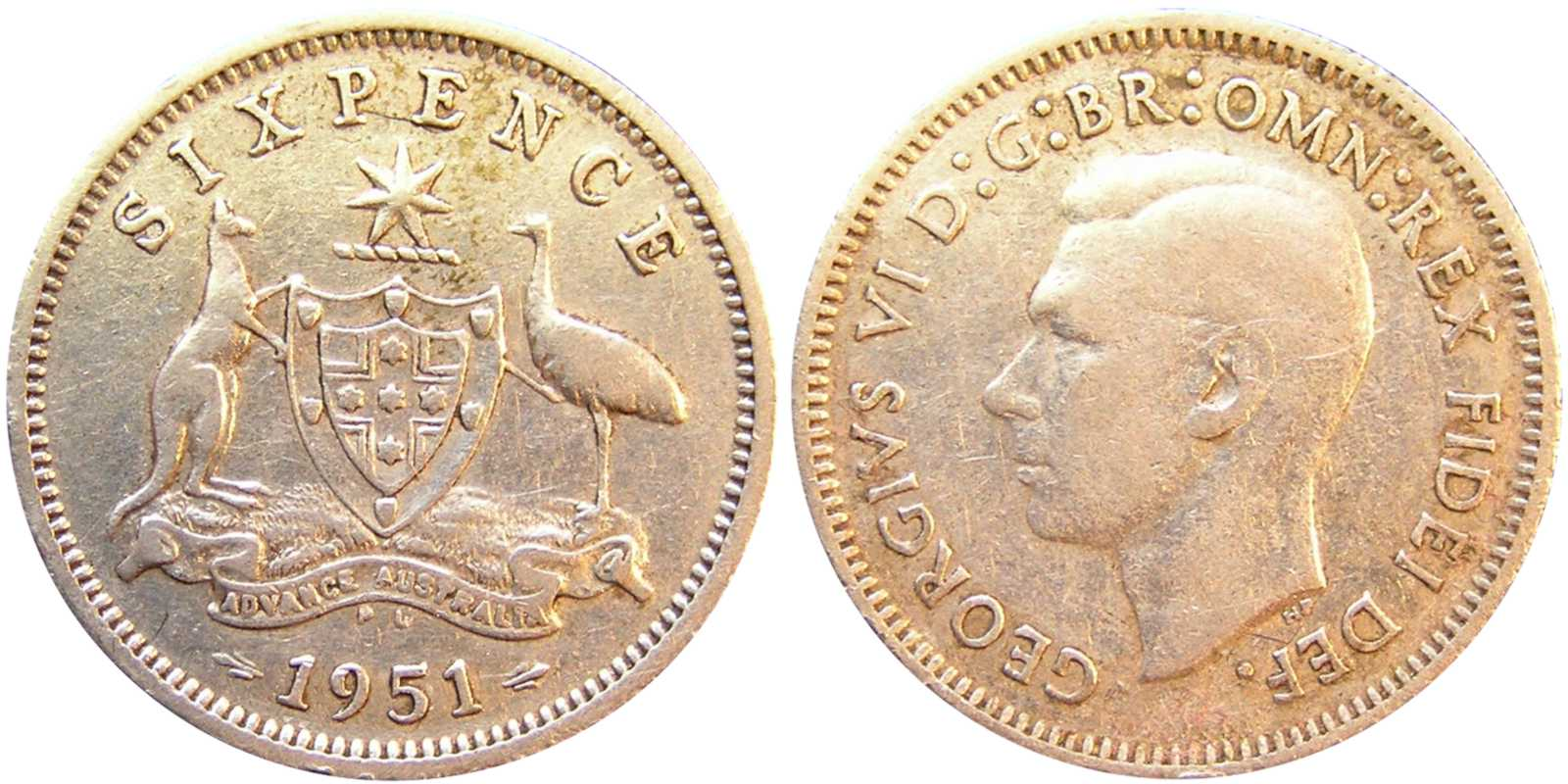
Sixpence aus dem Jahr 1951.

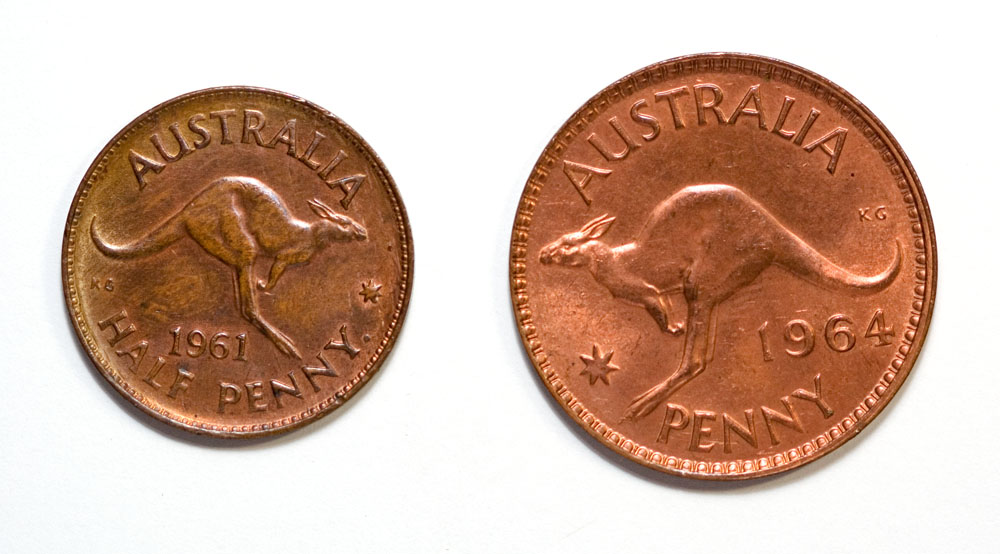
Halfpenny und Penny aus dem Jahr 1960.

### Ablösung durch den Dollar
1963 beschloss die australische Regierung, das englische Münzsystem durch ein Dezimalsystem zu ersetzen und eine neue Serie von Banknoten auszugeben. Als Einführungsdatum der neuen Dezimalwährung wurde der 14. Februar 1966 festgelegt, und diesem Plan entsprechend wurde die Währung am 14. Februar 1966 dezimalisiert und durch den Australischen Dollar abgelöst. Das Umtauschverhältnis wurde auf zwei Dollar für ein Pfund (1 Pfund = 2 Dollar, 10 Schilling = 1 Dollar und 1 Schilling = 10 Cents) festgelegt. Probleme ergaben sich durch die Umrechnung von Pence in die neue Dezimalwährung. Dadurch, dass der Schilling in zwölf Pence unterteilt war, hätte nur ein Umtauschverhältnis von 2,40 Dollar pro Pfund die korrekte Umrechnung bis hinunter zum Penny ermöglicht.
So wurden Beträge kleiner einem Schilling wie folgt konvertiert:
| Pence | Genaue Konversion | Tatsächliche Konversion |       | Pence      | Genaue Konversion | Tatsächliche Konversion |
| ½ d   | 5⁄12 ¢            | 0,417 ¢                 | 6½ d  | 5 ⁄12 ¢    | 5 ¢               |                         |
| 1 d   | 5⁄6 ¢             | 0,83 ¢                  | 7 d   | 5 ⁄6 ¢     | 6 ¢               |                         |
| 1½ d  | 1 ⁄4 ¢            | 1,25 ¢                  | 7½ d  | 6 1⁄4 ¢    | 6 ¢               |                         |
| 2 d   | 1 2⁄3 ¢           | 2 ¢                     | 8 d   | 6 2⁄3 ¢    | 7 ¢               |                         |
| 2½ d  | 2 1⁄12 ¢          | 2 ¢                     | 8½ d  | 7 1⁄12 ¢   | 7 ¢               |                         |
| 3 d   | 2 1⁄2 ¢           | 2 ¢                     | 9 d   | 7 1⁄2 ¢    | 8 ¢               |                         |
| 3½ d  | 2 11⁄12 ¢         | 3 ¢                     | 9½ d  | 7 11⁄12 ¢  | 8 ¢               |                         |
| 4 d   | 3 1⁄3 ¢           | 3 ¢                     | 10 d  | 8 1⁄3 ¢    | 8 ¢               |                         |
| 4½ d  | 3 ⁄4 ¢            | 4 ¢                     | 10½ d | 8 3⁄4 ¢    | 9 ¢               |                         |
| 5 d   | 4 1⁄6 ¢           | 4 ¢                     | 11 d  | 9 1⁄6 ¢    | 9 ¢               |                         |
| 5½ d  | 4 7⁄12 ¢          | 5 ¢                     | 11½ d | 9 7⁄12 ¢   | 9 ¢               |                         |
| 6 d   | 5 ¢               | 5 ¢                     | 12 d  | 1 s = 10 ¢ | 1 s = 10 ¢        |                         |